# Altair (São Paulo)
Altair é um município brasileiro do estado de São Paulo. Sua população era de 3.451 habitantes (Censo IBGE/2022). O município é formado pela sede e pelo distrito de Suinana.

## Toponímia
O nome do município foi dado pelo seu fundador, Joaquim Carlos Garcia, e provém da estrela Altair.

## História
Em 1920, por determinação da direção da Estrada de Ferro São Paulo-Goiás, os engenheiros Faria Lobato e Hans Klotz fizeram estudos para prolongar esta ferrovia, que tinha como extremo até então Olímpia, para São José do Rio Preto.
Na demarcação, foi instalada uma estação na fazenda de Joaquim Carlos Garcia. Esse proprietário doou, em 31 de dezembro de 1929, um patrimônio para a formação de um povoado ao redor da estação, a qual ficou pronta em 1931.

### Formação territorial-administrativa
Histórico da formação do município:
- O Decreto-lei Estadual nº 9.775, de 30 de novembro de 1938, elevou o povoado de Altair à categoria de distrito, subordinado ao município de Olímpia.
- Altair emancipou-se de Olímpia tornando-se um município, por meio da Lei Estadual nº 5.285, de 18 de fevereiro de 1959, sendo o novo município instalado em 1° de janeiro de 1960.

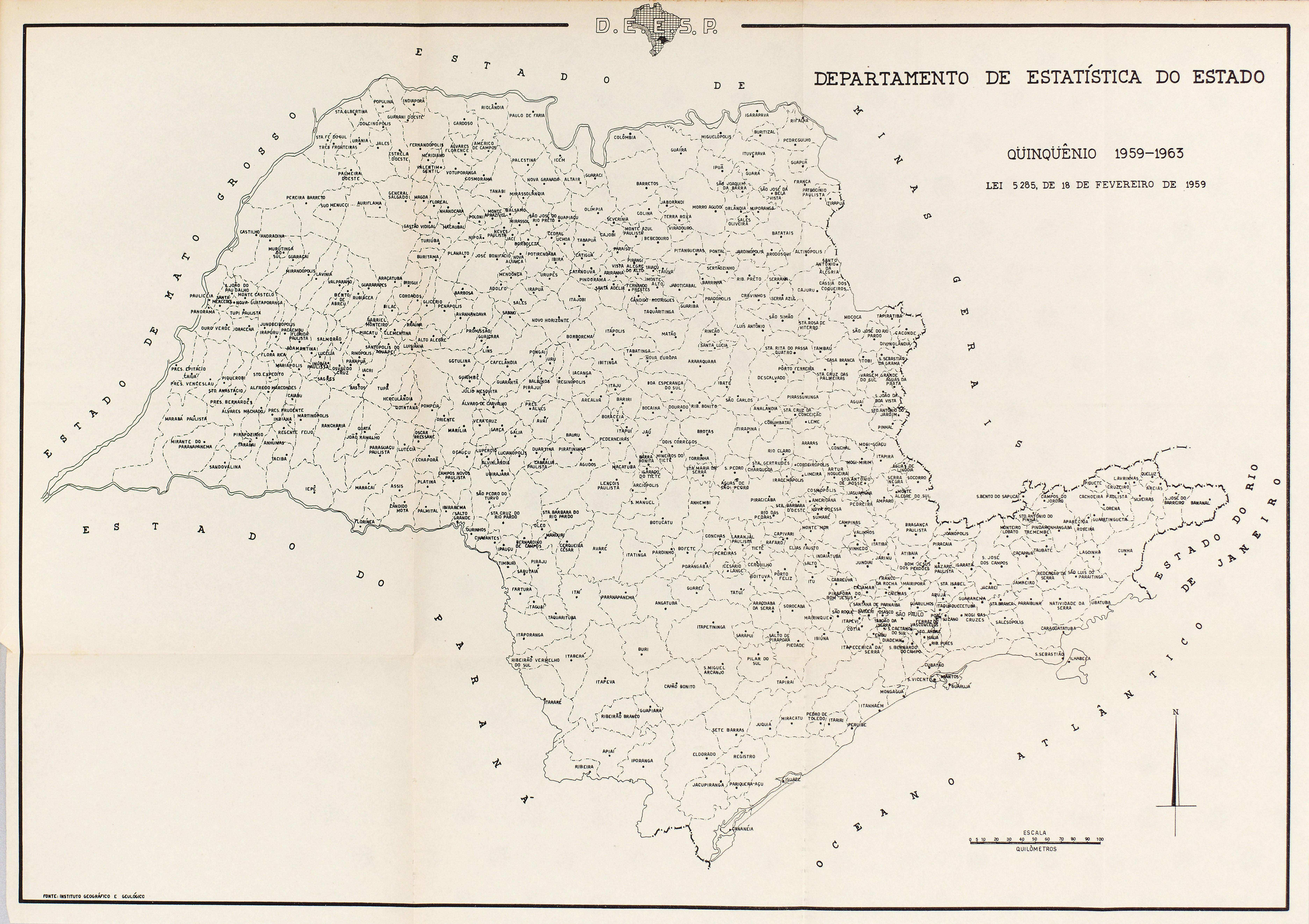
Estado de São Paulo (1959).

- Pela Lei Estadual nº 499, de 23 de agosto de 1990, o povoado de Suinana se tornou um distrito de Altair.

## Geografia
Localiza-se a uma latitude 20,31 Sul e a uma longitude 49,03 Oeste.

### Hidrografia
- Rio Grande
- Rio Turvo
- Rio da Cachoeirinha

### Rodovias
- SP-322

## Demografia

### População
| Crescimento populacional                             | Crescimento populacional | Crescimento populacional | Crescimento populacional |
| Ano                                                  | População Total          |                          | %±                       |
| ---------------------------------------------------- | ------------------------ | ------------------------ | ------------------------ |
| 1960                                                 | 2 733                    |                          | —                        |
| 1970                                                 | 2 527                    |                          | −7,5%                    |
| 1980                                                 | 2 318                    |                          | −8,3%                    |
| 1991                                                 | 3 239                    |                          | 39,7%                    |
| 2000                                                 | 3 530                    |                          | 9,0%                     |
| 2010                                                 | 3 815                    |                          | 8,1%                     |
| 2022                                                 | 3 451                    |                          | −9,5%                    |
| Est. 2024                                            | 3 479                    | [ 11 ]                   | 0,8%                     |
| Fontes: Censos Demográficos IBGE e Estimativas SEADE |                          |                          |                          |

### Dados demográficos
Dados do Censo - 2010
População total: 3.451
- Urbana: 3.022
- Rural: 793
- Homens: 2.051[15]
- Mulheres: 1.764

Densidade demográfica (hab./km²): 12,16
Dados do Censo - 2000
Mortalidade infantil até 1 ano (por mil): 11,83
Expectativa de vida (anos): 73,53
Taxa de fecundidade (filhos por mulher): 2,64
Taxa de alfabetização: 85,28%
Índice de Desenvolvimento Humano (IDH-M): 0,766
- IDH-M Renda: 0,677
- IDH-M Longevidade: 0,809
- IDH-M Educação: 0,811

(Fonte: IPEADATA)

## Política e administração
- Prefeito:  Marco Antônio Ferreira (2021/2024)
- Vice-prefeito: Aparecido Alves da Silva (Cidinho)

## Infraestrutura

### Comunicações
O sistema de telefones automáticos foi inaugurado na cidade em 1974 pela Telecomunicações de São Paulo (TELESP), que também implantou o sistema de discagem direta à distância (DDD) em 1985 com o código de área (0172). Anteriormente a cidade era atendida pela Companhia Telefônica Brasileira (CTB).
Na década de 90 o código DDD da cidade foi alterado para (017), para padronização do sistema telefônico com a telefonia celular que estava sendo implantada em todo o estado.

## Pessoas ilustres
- Juvenal de Souza - futebolista

## Religião
O Cristianismo se faz presente na cidade da seguinte forma:

### Igreja Católica
- A igreja faz parte da Diocese de São José do Rio Preto.[20]

### Igrejas Evangélicas
- Assembleia de Deus Ministério do Belém.[21][22]
- Congregação Cristã no Brasil.[23]